# Christopher Tye
Christopher Tye (ca. 1505 - ca. 1573)  fue un compositor y organista del Renacimiento. Vivió en Inglaterra, fue estricto contemporáneo de Thomas Tallis y gozó de una extraordinaria reputación como músico.

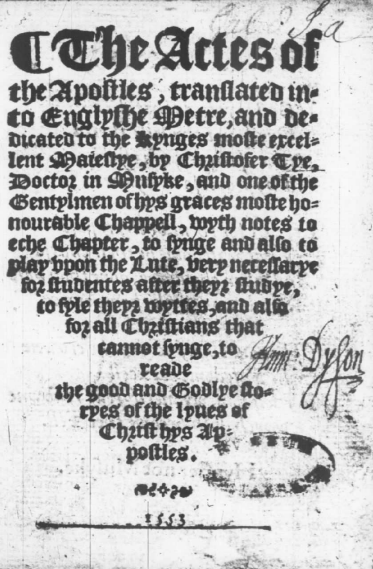
Frontispicio de la única publicación de Tye: Los hechos de los Apóstoles (The Actes of the Apostles, 1553).

No se conocen muchos datos de su vida. Estudió en la Universidad de Cambridge, donde en 1545 logró el título de doctor en música. Fue maestro de coro en la Catedral de Ely a partir de 1543 y organista en la misma catedral desde 1559. En 1553 aparece entre los caballeros de la Capilla Real y se especula con que pudo ser tutor de música del rey (así lo recoge el dramaturgo Samuel Rowley en su obra When you see me you know me, en la que el personaje del príncipe Eduardo elogia a Tye repitiendo unas palabras de su padre Enrique VIII: Inglaterra tiene un Dios, una verdad y un doctor en el arte de la música, y ese es el doctor Tye, admirado por su habilidad en la armonía musical). Permaneció en Ely durante el reinado de la católica María I de Inglaterra, pese a que había abrazado el anglicanismo. En 1561 deja sus ocupaciones en Ely para instalarse en Doddington (Cambridgeshire), de cuya parroquia se hizo cargo como rector, tras haberse ordenado sacerdote.

## Composiciones
Las composiciones religiosas de Tye incluyen tanto obras en latín destinadas al culto católico (varias misas, entre las que destaca una basada en la canción «The Western Wynde» en la que también se inspiraron los compositores John Taverner y John Sheppard para sus respectivas misas) como composiciones en inglés para los ritos propios de la Iglesia de Inglaterra.
Asimismo, Tye compuso obras instrumentales para conjunto de violas, entre otras más de una veintena de in nomines (género propio de la música inglesa de los siglos XVI y XVII en el que Tye destacó y que también practicaron John Taverner, John Dowland, Thomas Tallis, William Byrd, Orlando Gibbons, William Lawes y Henry Purcell, entre otros muchos). 